# Bolax bovei
Bolax bovei är en växtart i släktet Bolax och familjen flockblommiga växter.
Arten är en kuddväxt som förekommer i södra Chile och södra Argentina samt på Falklandsöarna. Den beskrevs av Carlos Luis Spegazzini och fick sitt nu gällande namn av Per Dusén.